# 隔離差館有隻鬼
《隔離差館有隻鬼》（英語：The Good, the Ghost and the Cop）是香港亞洲電視拍攝製作的時裝奇幻劇集，由岑國榮監製，首播於1991年4月。主要演員有黃日華、關詠荷、羅青浩、彭健新、寶珮如、樂蓓等。

## 演員表

### 主要演員
| 演員   | 角色   | 暱稱/關係 |
| 黃日華 | 張全直 | 阿直 軍裝巡邏小隊警員（編號63366） 第一集不慎打破警察局之關帝像，放出阿貴鬼魂，因覺其身世可憐而同意幫助他投胎， 並與其同住 第二集遇見凌巧兒並對其產生好感 第十集升級為警長，後因被戴堅誣陷而降級為警員 第十四集要求阿貴拯救車禍重傷的凌巧兒 第十四集舉報戴堅盜取證物使其被警署革職 第十八集被戴堅施計誣陷其盜竊而入獄，後因李百忍及阿貴找到戴堅犯毒證據而使其被迫交出當事人而脫罪。 第十九集因阿貴施法返回清朝助其借屍還魂成為活人 第二十集在被更改的時空為打劫殺人罪逃犯「香港三狼」之一 第二十集回歸原本時空後與凌巧兒結婚 |
| 關詠荷 | 凌巧兒 | 張全直女朋友 第二集因得悉其弟冤枉張全直而向其道歉，後對其產生好感 第七集起為創域貿易公司職員 第十四集車禍重傷，因阿貴放棄投胎機會為其施法而獲救 第二十集在被更改的時空為戴堅之妻子，但喜歡張全直，助其回歸原本時空 第二十集與張全直結婚 |
| 羅青浩 | 賀貴   | 阿貴 鬼魂 清朝衙差，後附於警員毛勇桂肉身 鬼魂依附在玉佩中，藏於警察局之關帝像內，後張全直無意中打破關帝像，李百忍把玉配拿走，其鬼魂被放出 要做好事積功德令玉佩變成全綠色才能投胎，求助於張全直及李百忍 第一集首次於張全直及李百忍家中現身，後因毛勇桂巡邏途中心臟病死亡而奪舍 第五集被李百忍弄失了玉佩而變得衰老 第七集因意外撞見戴堅於街頭被人摳打，令使其被同袍恥笑，因而得罪戴堅，後戴堅在阿貴當值期間被賊人摳打求助時故意不予理會 第八集因戴堅被調離該警局引起戴堅同伙不滿，被調職為警務處炊事員，因勤奮好學獲警局高層賞識，但另一方面亦遭對其白眼的同袍陷害，同集調返軍裝巡邏小隊 第十四集因擒獲犯毒集團而使玉佩變成全綠色並可自行決定隨時投胎，但因眷戀身邊的人及拯救車禍重傷的凌巧兒而錯失機會 第十七集得悉賀百崧和賀峻峰為其後人 第十九集施法詛咒戴堅使其在無意識下調戲卓少川之契女，因而使卓少川與戴堅反目 第十九集受高人指示如能把玉佩放回其山墳便能借屍還魂成為活人，但因其山墳已被炸毀，高人指示他們須返回清朝時空把玉佩放回山墳 第二十集回清朝時空把玉佩放回山墳後返回現代，但因李百忍當時更改英國租借香港期限而更改歷史，後再次返回清朝改正 第二十集在被更改的時空為打劫殺人罪逃犯「香港三狼」之一 第二十集成功變成活人及與阿奾結婚 第1集登場 |
| 羅青浩 | 毛勇桂 | 軍裝巡邏小隊警員（編號63010） 妻子已去世，家人只剩很凶惡的岳母 第一集與張全直及李百忍一起出更駕駛巡邏途中心臟病死亡，李百忍在危急關頭把阿貴依附的玉配帶上其身上，故身體給阿貴佔用 於第1集登場 |
| 彭健新 | 李百忍 | 忍者龜 軍裝巡邏小隊警員（編號62314） 張全直同事及好友 第一集取出警察局之關帝像內之玉佩，無意中放出阿貴鬼魂，後同意幫助他投胎並與其同住 第五集弄失了阿貴之玉佩，使其變得衰老 第七集為逃避被指派為卧底而要求阿貴施法使其暫時半身癱瘓 第十九集因阿貴施法返回清朝助其借屍還魂成為活人 第二十集返回清朝期間刻意更改《展拓香港界址專條》香港租借期限，原意把99年更改為999年，卻因意外而改為只租借9年而更改歷史，令他們回歸現代後時空錯亂 第二十集在被更改的時空為打劫殺人罪逃犯「香港三狼」之一 第二十集回歸原本時空後與Collar結婚 第1集登場 口頭禪：「我丙寅年出世！」 |
| 吳元俊 | 戴堅   | 奸人堅 軍裝巡邏小隊警員 張全直同事 常捉弄並取笑張全直，與其不和 第八集因行為不當被調離該警局 第十集升級為見習督察，並針對張全直 第十四集因為其女朋友還債求助卓少川，幫助其盜取證物而被警署革職 第十五集成為卓少川手下 第十八集施計誣陷張全直盜竊，使其入獄，後因李百忍及阿貴找到其犯毒證據而被迫交出當事人而使張全直脫罪。 第十九集被阿貴施法在無意識下調戲卓少川之契女，因而與卓少川反目，同集被卓少川命令手下追殺，逃逸後報復斬傷卓少川，成為通緝犯 第十九集洞悉阿貴實為鬼魂，綁架阿奾要脅對其報復，後被張全直逮捕 第二十集在被更改的時空亦為誣陷張全直等人之公安 第1集登場 |

### 其他演員
| 演員     | 角色    | 暱稱/關係 |
| 周弘     | 阿珍    | 張全直前女朋友，第1集分手 第1集登場 |
| 鄧德光   | 沈 公   | 沈 Sir 高級督察，張全直等人之上司 第十集升級為總督察 第1集登場 |
| 陳東     | 大蛇    | 警長，張全直及李百忍之同隊上司 第十集升級為警署警長 第1集登場 |
| 阮令濤   | 細蛇    | 警長，戴堅之同隊上司 第1集登場 |
| 黃素歡   |         | 女警，張全直同隊同事 第1集登場 |
| 萬斯敏   |         | 女警，張全直同隊同事 第1集登場 |
| 鄒偉光   | Cheap佬 | 警員（編號62989） 張全直同隊同事 第1集登場 |
| 譚德成   | 希治閣  | 警員（編號66497） 張全直同隊同事 第1集登場 |
| 何樹燊   | 殺手豪  | 警員 張全直同事 與戴堅一伙，常捉弄並取笑張全直 第十集升級為警長，並與戴堅一同針對張全直等人 第1集登場 |
| 榮飆     | 師爺九  | 警員 張全直同事 與戴堅一伙，常捉弄並取笑張全直 第1集登場 |
| 葉霖     |         | 女警 張全直同事 與戴堅同隊 第1集登場 |
| 馬兆猛   |         | 便衣警察 第2集登場 |
| 樂蓓     | Collar  | 第二集誤會李百忍為總督察而借其名義避債，後成為其女朋友 第二十集與李百忍結婚 第2集登場 |
| 李漢城   |         | 凌巧兒之父 潮州人 經營飯店 因年輕時曾被不良警察無理對待而極度討厭警察 第6集飯店及住所發生火警，被張全直所救，因而接受張全直，後因無家可歸暫時回鄉 第2集登場                                                                                 |
| 祁安鵬   | 阿超    | 凌巧兒之弟 初為不良少年，因其意外導致飯店及住所發生火警後改過 第二集與人於街頭打架，後誣告被張全直打傷 第九集被毒犯要脅並命令其帶貨，得張全直助其解決 第2集登場                                                                             |
| 梁啟智   | 二叔    | 毒犯主腦 第4集登場 |
| 鄭文霞   |         | 張全直之母 第4集登場 |
| 衛青     |         | 被阿超惡意刷花之私家車之車主 第4集登場 |
| 劉鳳婷   |         | 妓女 第5集登場 |
| 司馬華龍 | 博士    | 拾荒者 第6集拾獲阿貴之玉佩 第6集登場 |
| 寶珮如   | 賴悅奾  | 阿奾 女警（編號63248） 喜歡阿貴，第九集成為其女朋友 第二十集與阿貴結婚 第6集登場 |
| 陳月茹   |         | 瘋婦 第6集登場 |
| 曾偉權   | 賀峻峰  | Richard 賀百崧之子 創域貿易公司老闆 第7集登場 |
| 施介強   |         | 阿奾之兄 好食懶飛，依賴阿奾養活 第十集參加電視問答遊戲 第7集登場 |
| 陳達義   |         | 阿奾之兄 好食懶飛，依賴阿奾養活 第十集參加電視問答遊戲 第7集登場 |
| 張永坤   |         | 阿奾之兄 好食懶飛，依賴阿奾養活 第十集參加電視問答遊戲 第7集登場 |
| 佘文炳   | 大將軍  | 警局廚師 第8集登場 |
| 敖龍     | 二郎神  | 警局廚師 第8集登場 |
| 張錚     | 賀百崧  | 賀峻峰之父 以往從事走私起家，但已金盆洗手並多年來奉公守法 第十六集被卓少川欺騙為其走私古董及毒品，及後為其頂罪入獄十年 第8集登場 |
| 王清河   | 華叔    | 賀百崧之管家 第9集登場 |
| 安德尊   | 胡志明  | 電視問答遊戲主持 第10集登場 |
| 盧希萊   |         | 電視問答遊戲主持 第10集登場 |
| 羅烈     | 卓少川  | 賀峻峰之友 黑幫頭領及奔發貸款有限公司老闆 第十六集引誘賀百崧走私毒品遭拒，後建議其走私古董，但暗中把毒品藏在古董內 第十六集指使戴堅以幫助其照顧賀峻峰為名要求賀百崧為他頂罪 第十九集與戴堅反目，命令手下追殺戴堅，後被其報復斬傷 第13集登場 |
| 沙振江   | 強哥    | 卓少川之手下 第13集登場 |
| 鄭恕峰   | 剛哥    | 卓少川之手下 第13集登場 |
| 吳曼麗   | Kitty   | 電視台藝員 戴堅之女朋友 拖欠賭債 第13集登場 |
| 林飛     |         | 酒樓知客 卓少川之契女 第十九集被中了阿貴詛咒的戴堅調戲，因而使卓少川與戴堅反目 第15集登場 |

## 重播
2023年1月起，亞視將本劇上載至旗下官方YouTube頻道內，並可免費觀賞。

## 外部連結
- 影史庫-隔離差館有隻鬼 （页面存档备份，存于）